# جرعة زائدة من الباربيتورات
الجرعة الزائدة من الباربيتورات  هو تسمم بسبب الجرعات المفرطة من الباربيتورات.تشمل الأعراض عادةً صعوبة في التفكير وضعف التنسيق، وانخفاض مستوى الوعي، وانخفاض الجهد للتنفس (عدم القدرة على التنفس) مضاعفات الجرعة الزائدة يمكن أن تشمل الوذمة الرئوية غير القلبية وفي حالة حدوث الوفاة، عادة ما يكون ذلك بسبب قلة التنفس.

## الأسباب
قد تحدث الجرعة الزائدة من الباربيتورات بسبب حادثة معينة وبطريقة غير مقصودة أو بشكل مقصود في محاولة للتسبب في الوفاة. تختلف الجرعة القاتلة باختلاف الشخص وطريقة تعاطيه.
ويمكن التحقق من التعرض للجرعة الزائدة عن طريق اختبار البول أو الدم، وتحدث تأثيرات الباربيتورات عن طريق ناقل عصبي يسمى جابا (GABA). 

## العلاج
يشمل العلاج دعم تنفس الشخص وضغط الدم في حين لا يوجد مضاد تسمم له، وقد يكون الفحم النباتي مفيدا كمضاد للتسمم. ويمكن ان نحتاج لجرعات عدة من هذا الفحم، وقد يكون غسيل الكلى مطلوب أيضا ولكن زيادة قلوية البول لم يكن مفيدا في العلاج .
تزيد الباربيتورات وقت دخول ايونات الكلور من مستقبلات الجابا بالتالي تزيد فعالية الناقل العصبي جابا عندما يرتبط بالمستقبل على النقيض من البنزوديازبين التي تزيد من تردد فتحت بوابات الكلوريد وبالتالي تزيد قوة الجابا (أي نحتاج كمية أقل من الجابا حتى تصل للفعالية المرجوة)
علاج تعاطي الباربيتورات أو الجرعة الزائدة هو عموما يمكن دعمه بعلاج، يعتمد مقدار الدعم المطلوب على أعراض الشخص. إذا كان المريض يعاني من النعاس ولكنه مستيقظ ويمكنه البلع والتنفس دون صعوبة، فإن العلاج يمكن أن يكون بسيطًا مثل مراقبة الشخص عن كثب. أما إذا كان الشخص لا يتنفس، فيجب علاج تنفسه ميكانيكيا حتى يتم التخلص من الدواء .
- يشمل العلاج غالبا ما يلي:

1. إعطاء الفحم المنشط عن طريق أنبوب أنفي معدي.
2. الحقن الوريدي للمحلول الملحي، النالوكسون، الثيامين، و/ أو الجلوكوز.
3. أو التنفس اليدوي حيث لا تتوفر هذه حتى يتمكن المريض من التنفس تحت قوتهم الخاصة.
4. الملاحظة في قسم الطوارئ لعدد من الساعات أو الدخول إلى المستشفى لعدة أيام من المراقبة إذا كانت الأعراض شديدة.
5. تقديم المشورة للمريض حول إساءة استخدام المخدرات أو الرجوع إلى استشاري الأمراض النفسية.